# Етол (митологија)
Етол (грч. Αἰτωλός) је у грчкој митологији био епонимни херој Етолије.

## Митологија
Према Аполодору, био је син Ендимиона и нимфе Неиде или Ифијанасе. Паусанија је сматрао да је његова мајка Астеродија, Хромија или Хиперипа. Био је ожењен Пронојом, са којом је имао синове Плеурона и Калидона. Његов отац га је приморао, као и његова два брата, Пеона и Епеја да учествују на такмичењу у Олимпији, како би на основу тога могао да се одлучи ко ће га наследити на престолу у Елиди. На такмичењу је победио Епеј и наследио престо, али га је након смрти ипак наследио Етол. На погребним играма приређеним у част Азана, тркао се у вожњи кочија са Апидом (Јасоновим или Салмонејевим сином) и том приликом га је случајно убио. Због тога су га Апидови синови протерали. Када је напустио Пелопонез, стигао је у земљу Курета, где је убио Дора, Лаодока и Полипета, иако су га срдачно примили и назвао земљу према свом имену, Етолија.

## Друге личности
1. Син Оксила и Пијерије, Лајасов брат, који је умро још док је био дете. Пророчиште је саветовало да га не сахране ни у граду (Елиди), ни ван њега, па су га они сахранили под капијом, одакле је водио пут ка Олимпији. Гимназијарси у Елиди су полагали годишње жртве на његовом гробу у доба Паусаније.[1]
2. Према Аполодору, био је отац аргонаута Палемона.[3]
3. Према Хигину, био је син Зевса и Протогеније.[3]